# Armand Nicolet
Armand Nicolet è un marchio svizzero di orologi da polso meccanici.

## Storia
L'azienda artigianale nacque intorno all'anno 1875 a Tramelan, nella zona del Giura in Svizzera. Il fondatore fu Armand Nicolet, che erede della tradizione di famiglia, in quanto figlio di un orologiaio, decise di creare l'“Atelier d'Horlogerie” dal quale uscì, nel 1902, il primo prodotto, un orologio da taschino di alto valore tecnico in quanto dotato di numerose funzioni che erano all'avanguardia in quel tempo. Esso era poi anche un oggetto prezioso in quanto realizzato in oro e smalti.
Da allora Nicolet iniziò ad affinare la fabbricazione di orologi di elevata qualità tecnica abbinata ad innovative linee di design.
Alla sua morte, avvenuta nel 1939, l'attività venne continuata dal figlio Willy che sviluppò l'attività paterna fino a farla assurgere ad una delle più importanti della zona.
Nel corso degli anni settanta, l'industrializzazione delle produzioni rese difficile la produzione artigianale di Nicolet, che dovette trasformare la sua azienda riconvertendola al ruolo di fornitrice di parti di elevata precisione per i grandi nomi dell'orologeria svizzera.
Verso la fine degli anni ottanta, Nicolet iniziò una cooperazione con l'italiano Rolando Braga, che operava da oltre un ventennio nel campo del design per l'orologeria, e da questo evento si ebbe una rinascita del marchio, oggi legato ad una orologeria meccanica di grande qualità.